# سیم خاردار حلقوی

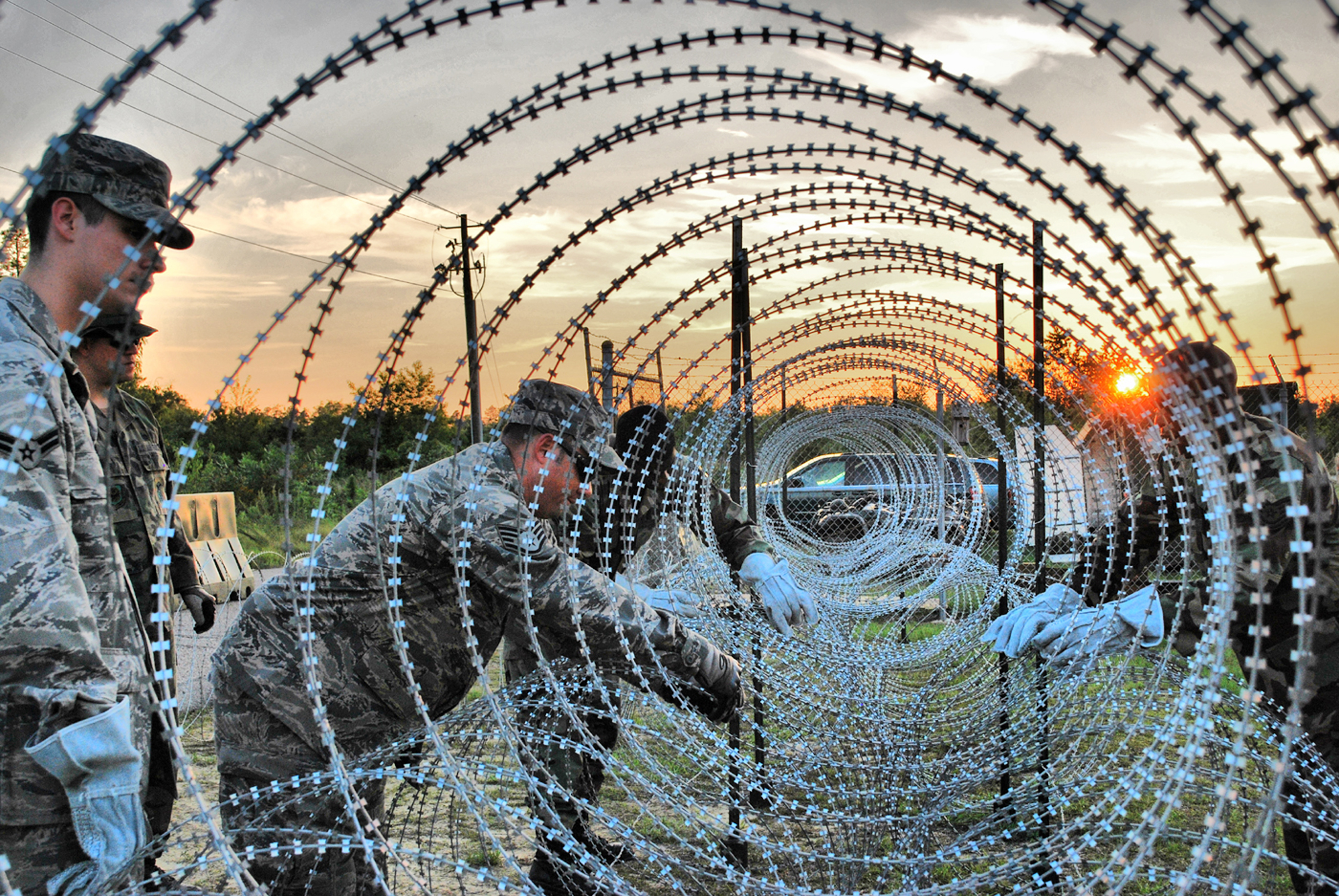
سیم خاردار با حلقه‌های سه‌تایی.

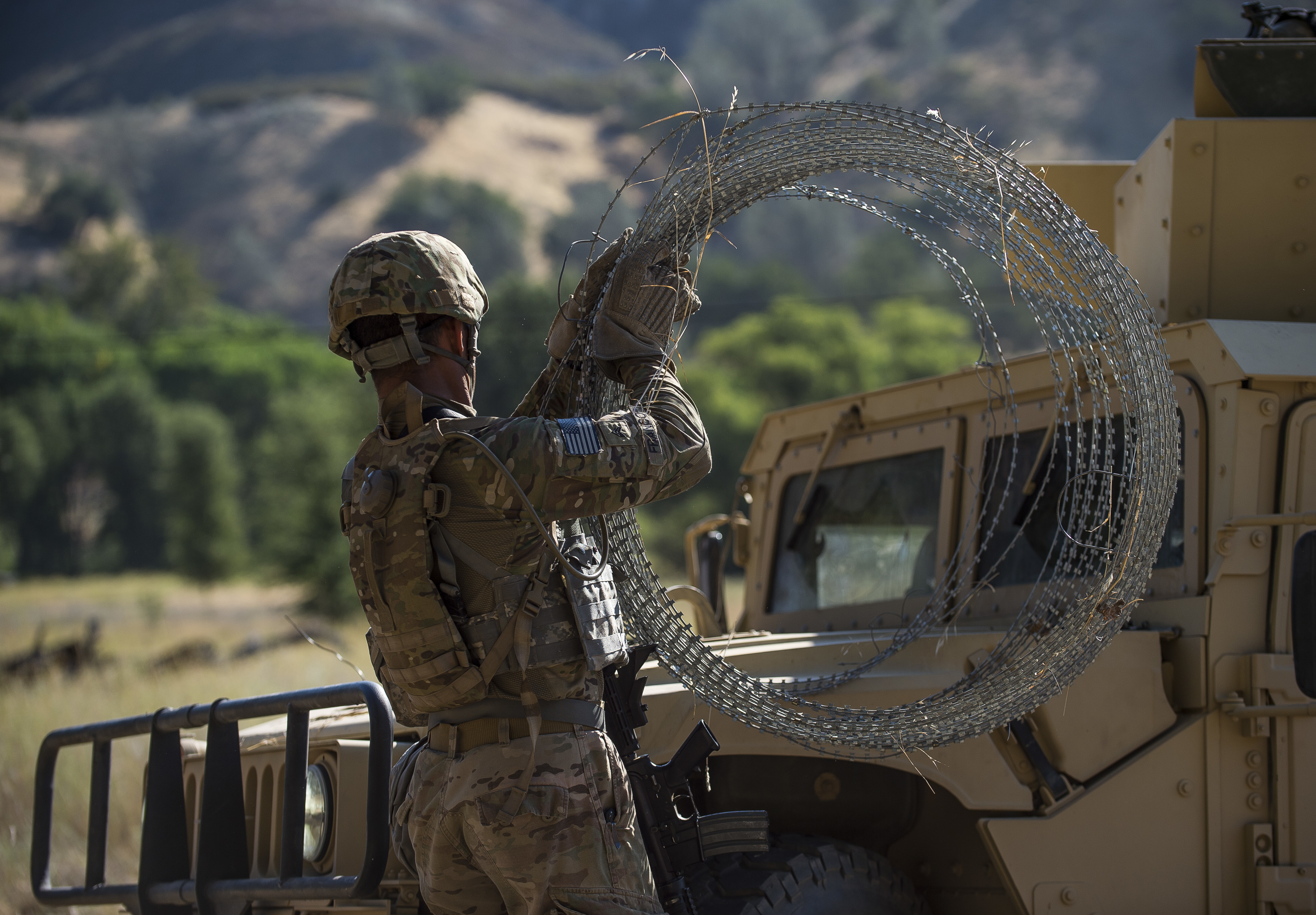
دسته‌بندی کردن حلقه‌های سیم‌خاردار، پیش از نصب.

سیم خاردار حلقوی نوعی سیم خاردار است که شکل آن به صورت پیچه‌هایی بزرگ است.
شکل حلقوی این نوع سیم‌خاردار می‌تواند به سهولت حمل و نقل آن و همچنین ایجاد موانع پهن‌تر و سخت‌گذرتر کمک کند.
از این نوع سیم‌خاردار در پادگان‌ها و همچنین در محیط‌های غیرنظامی، مانند زندان، بازداشتگاه یا برای کنترل شورش‌ها یا جلوگیری از سرقت استفاده می‌شود.